# Camp de Wieda
Le Camp de Wieda, siège d'une partie de la S.S. Baubrigade III, est un des « Kommandos » annexes du camp de concentration de Buchenwald puis, à partir du 28 octobre 1944, de celui de Dora. Il est ouvert du 11 mai 1944 au 7 avril 1945 pour la construction, avec la S.S. Baubrigade IV, du Helmetalbahn, la ligne de chemin de fer reliant Osterhagen à Nordhausen.

## Historique
Les Baubrigaden (brigades de construction en allemand) sont des Kommandos spéciaux de déportés affectés à la construction de routes et de voies ferrées.
Les premiers détenus arrivent le 11 mai 1944 de Deutz (Cologne). Il s'agit principalement de Soviétiques et de Polonais. Ils sont rejoints le 6 juin 1944 par des Français partis de Compiègne le 12 mai 1944.
À la fin d’août 1944, la Baubrigade III et ses quatre camps (Wieda, Nüxei, Mackenrode et Osterhagen) compte près de 1 200 détenus, dont 250 à Wieda.
Les Baubrigades furent rattachées au KL de Sachsenhausen, en janvier 1945.
À l’approche des Alliés, le 7 avril 1945, Wieda et les trois kommandos furent évacuées. Environ 800 détenus partirent à pieds à travers le Harz. Environ 300 dont les malades furent acheminés en trains. Un peu plus de la moitié des détenus ont survécu à cette évacuation. Beaucoup d’entre eux ont été assassinés par les SS sur la route. Plusieurs centaines furent massacrés dans la grange de Gardelegen.

## Administration du camp
Le lieutenant SS Karl Völkner commanda le camp de Wieda jusqu’en juillet 1944. Le lieutenant SS Behrens le remplaça puis le lieutenant SS Charles Merkle. Les gardes étaient des soldats de la Luftwaffe.

## Description du camp
Le camp était constitué par des bâtiments d'une ferme avec réfectoire, infirmerie, dortoir, magasin d'approvisionnement, cuisine, magasin de vivres, dépôt de charbon, douches et latrines. Le bâtiment de l'entrée était réservée aux SS, la centaine de détenus "privilégiés"  qui y résidaient devait fournir la soupe à environ mille trois cents personnes. L'infirmerie pouvait recevoir une centaine de malades. Le camp était entouré d'un simple grillage. On y adjoignit des baraquements pour la troupe.
L’activité de ce camp fut la construction d’une voie ferrée celle du Helmetalbahn qui devait passer par le camp. Les détenus furent ensuite utilisés à la réparation des voies ferrées et au déblaiement des villes bombardées.